# 152583 Saône
152583 Saône è un asteroide della fascia principale. Scoperto nel 1994, presenta un'orbita caratterizzata da un semiasse maggiore pari a 2,350196 UA e da un'eccentricità di 0,283096, inclinata di 0,728797° rispetto all'eclittica.
È dedicato al comune francese di Saône, gemellato con San Marcello Piteglio, sito dell'osservatorio della scoperta.